# Live at Madison Square Garden
Albums de Bon Jovi
Bon Jovi: When We Were Beautiful
(2009) Greatest Hits - The Ultimate Video Collection
(2010)
Live at Madison Square Garden est une vidéo de concert du groupe américain Bon Jovi issue de la dernière partie nord-américaine de Lost Highway Tour. Il a été enregistré le 14 juillet et le 15 juillet 2008 au Madison Square Garden. Il a été réalisé par Anthony Bongiovi et Brian Lockwood. Il a été publié en DVD et Blu-ray le 20 novembre 2009, en Europe et en Australie; 23 novembre 2009, au Royaume-Uni; 25 novembre 2009, au Japon; et le 11 mai 2010 aux États-Unis et au Canada.

## Liste des titres[1]
| No  | Titre                                                        | Auteur                                             | Durée |
| --- | ------------------------------------------------------------ | -------------------------------------------------- | ----- |
| 1.  | Lost Highway                                                 | Jon Bon Jovi, Richie Sambora, John Shanks          | 4:19  |
| 2.  | Born to Be My Baby                                           | Bon Jovi, Sambora, Desmond Child                   | 5:09  |
| 3.  | Blaze of Glory                                               | Bon Jovi                                           | 6:07  |
| 4.  | It's My Life                                                 | Bon Jovi, Sambora, Max Martin                      | 3:45  |
| 5.  | Keep the Faith                                               | Bon Jovi, Sambora, Child                           | 6:21  |
| 6.  | Raise Your Hands                                             | Bon Jovi, Sambora                                  | 4:53  |
| 7.  | Living in Sin/Chapel of Love                                 | Bon Jovi/Jeff Barry, Ellie Greenwich, Phil Spector | 5:54  |
| 8.  | Always                                                       | Bon Jovi                                           | 7:23  |
| 9.  | Whole Lot of Leavin'                                         | Bon Jovi, Shanks                                   | 5:04  |
| 10. | In These Arms                                                | Bon Jovi, Sambora, David Bryan                     | 6:25  |
| 11. | We Got It Going On                                           | Bon Jovi, Sambora, Kenny Alphin, John Rich         | 4:44  |
| 12. | I'll Be There for You (Richie Sambora au chant)              | Bon Jovi, Sambora                                  | 8:56  |
| 13. | (You Want to) Make a Memory                                  | Bon Jovi, Sambora, Child                           | 4:42  |
| 14. | Blood on Blood                                               | Bon Jovi, Sambora, Child                           | 6:02  |
| 15. | Dry County                                                   | Bon Jovi                                           | 9:57  |
| 16. | Have a Nice Day                                              | Bon Jovi, Sambora, Shanks                          | 4:22  |
| 17. | Who Says You Can't Go Home                                   | Bon Jovi, Sambora                                  | 6:05  |
| 18. | Hallelujah                                                   | Leonard Cohen                                      | 9:00  |
| 19. | Wanted Dead or Alive                                         | Bon Jovi, Sambora                                  | 5:40  |
| 20. | Livin' on a Prayer                                           | Bon Jovi, Sambora, Child                           | 6:10  |
| 21. | Bad Medicine (Crédits de fin avec seulement l'instrumentale) | Bon Jovi, Sambora, Child                           | 4:32  |

| 22. | You Give Love a Bad Name | Bon Jovi, Sambora, Child | 4:04 |
| 23. | Runaway                  | Bon Jovi, George Karak   | 5:10 |
| 24. | Bed of Roses             | Bon Jovi                 | 8:11 |

## Edition Blu-ray
L'édition Blu-ray présente en bonus exclusif le documentaire Bon Jovi: When We Were Beautiful,  réalisé par Phil Griffin, qui suit le groupe lors du Lost Highway Tour (2007-2008).